# Kai-Uwe von Hassel
Kai-Uwe von Hassel (ur. 21 kwietnia 1913 w Gare, zm. 8 maja 1997 w Akwizgranie) – niemiecki polityk, działacz Unii Chrześcijańsko-Demokratycznej.
Były premier Szlezwiku-Holsztyna (1954–1963), były federalny minister obrony (1963–1966), federalny minister ds. Wypędzonych, Uchodźców i Ofiar Wojny (1966–1969). Przewodniczący niemieckiego Bundestagu (1969–1972).

## Życiorys[1]

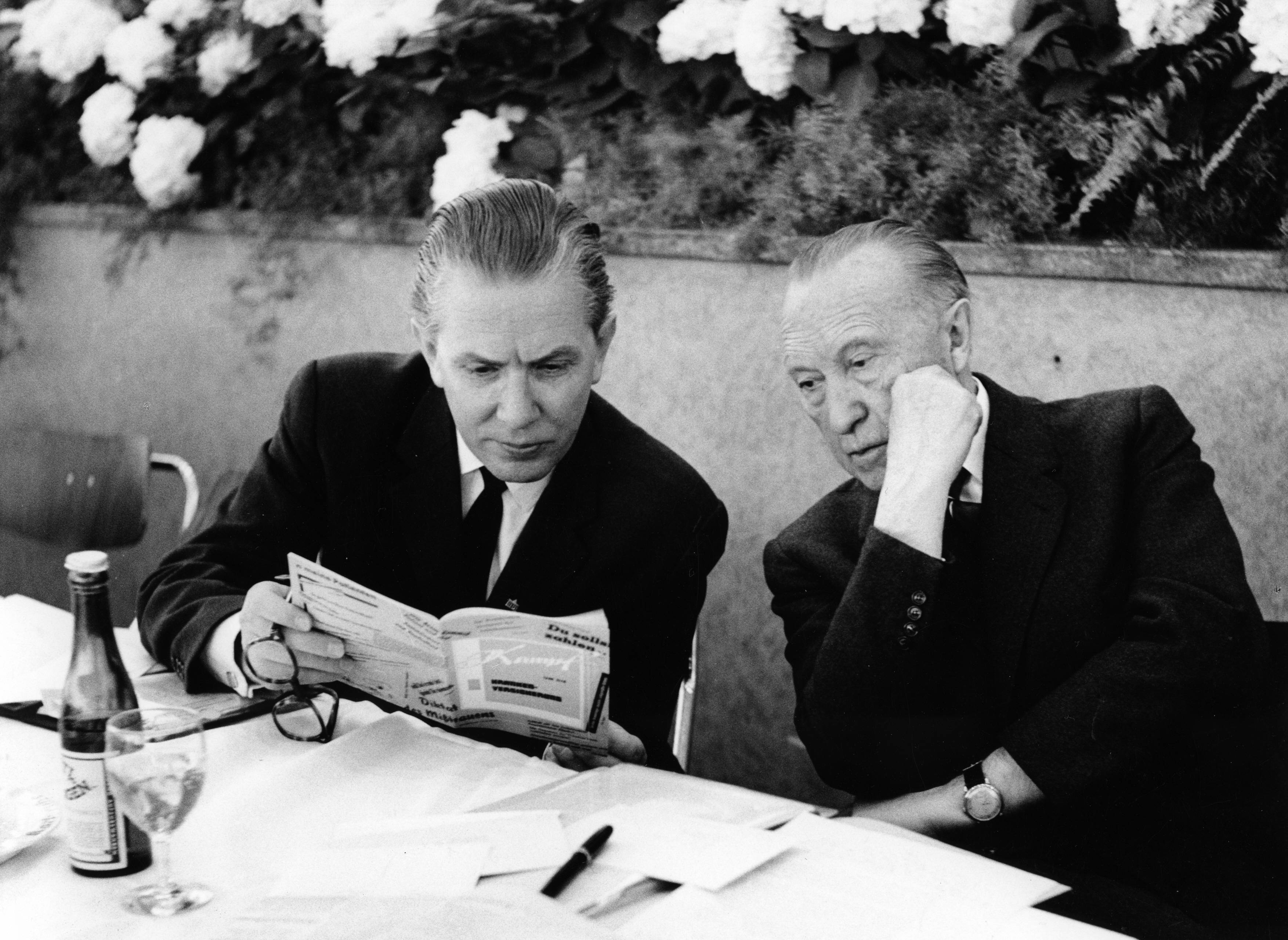
Konrad Adenauer i Kai-Uwe von Hassel na zjeździe CDU w 1960 roku

Syn Theodora von Hassela (1868–1935), kapitana Gwardii Cesarskiej w Niemieckiej Afryki Wschodnie i Emmy Jebsen. Po przekazaniu terenów obecnej Tanzanii w protektorat brytyjski, Hassel wraz z rodziną dotarł do Niemiec i osiedlił się w okolicach Glücksburga. Tam kontynuował edukacje, a w 1933 roku zdał maturę. Kształcił się w kierunku handlu na Niemieckiej Szkole Kolonialnej Rolnictwa, Handlu i Rzemiosła. W 1935 roku wraz z rodziną powrócili do Tanganiki, gdzie zajął się kupiectwem. W 1940 roku wydalony do Niemiec i wcielony do służby wojskowej. Był tłumaczem w dowodzonym przez admirała Wilhelma Canarisa wydziale wywiadu wojskowego ministerstwa spraw zagranicznych. Po wojnie więzień w brytyjskim obozie jenieckim pod Rimini, z którego został zwolniony we wrześniu 1945 roku. Następnie był zatrudniony do 1947 roku jako pracownik urzędu powiatowego Flensburga.
Od 1946 roku członek CDU. Od listopada 1947 do kwietnia 1950 von Hassel był burmistrzem Glücksburga. Równocześnie w latach 1947–1963 był członkiem Rady Miasta Glücksburg, w latach 1948–1955 był także członkiem rady powiatu Flensburga, a od 1950 do 1965 był członkiem Landtagu Szlezwiku-Holsztynu. W 1954 roku został wybrany na stanowisko premiera Szlezwiku-Holsztyna. Pełnił tę funkcję do 1963 roku.
W 1963 roku został powołany na stanowisko ministra obrony Niemiec w piątym rządzie Konrada Adenauera, w miejsce Franza Josepa Straußa, który ustąpił ze stanowiska. Pozostał ministrem także w pierwszym rządzie Ludwiga Erharda. W 1965 roku zdobył mandat deputowanego do Bundestagu, otrzymując mandat do 1980 roku. W rządzie Kurta Kiesingera powołany na ministra ds. Wypędzonych, Uchodźców i Ofiar Wojny. 5 lutego 1969 roku został wybrany na następcę Eugena Gerstenmaiera, który zrezygnował ze stanowiska przewodniczącego niemieckiego Bundestagu. W kolejnej kadencji objął funkcję wiceprzewodniczącego Bundestagu (1972–1976).

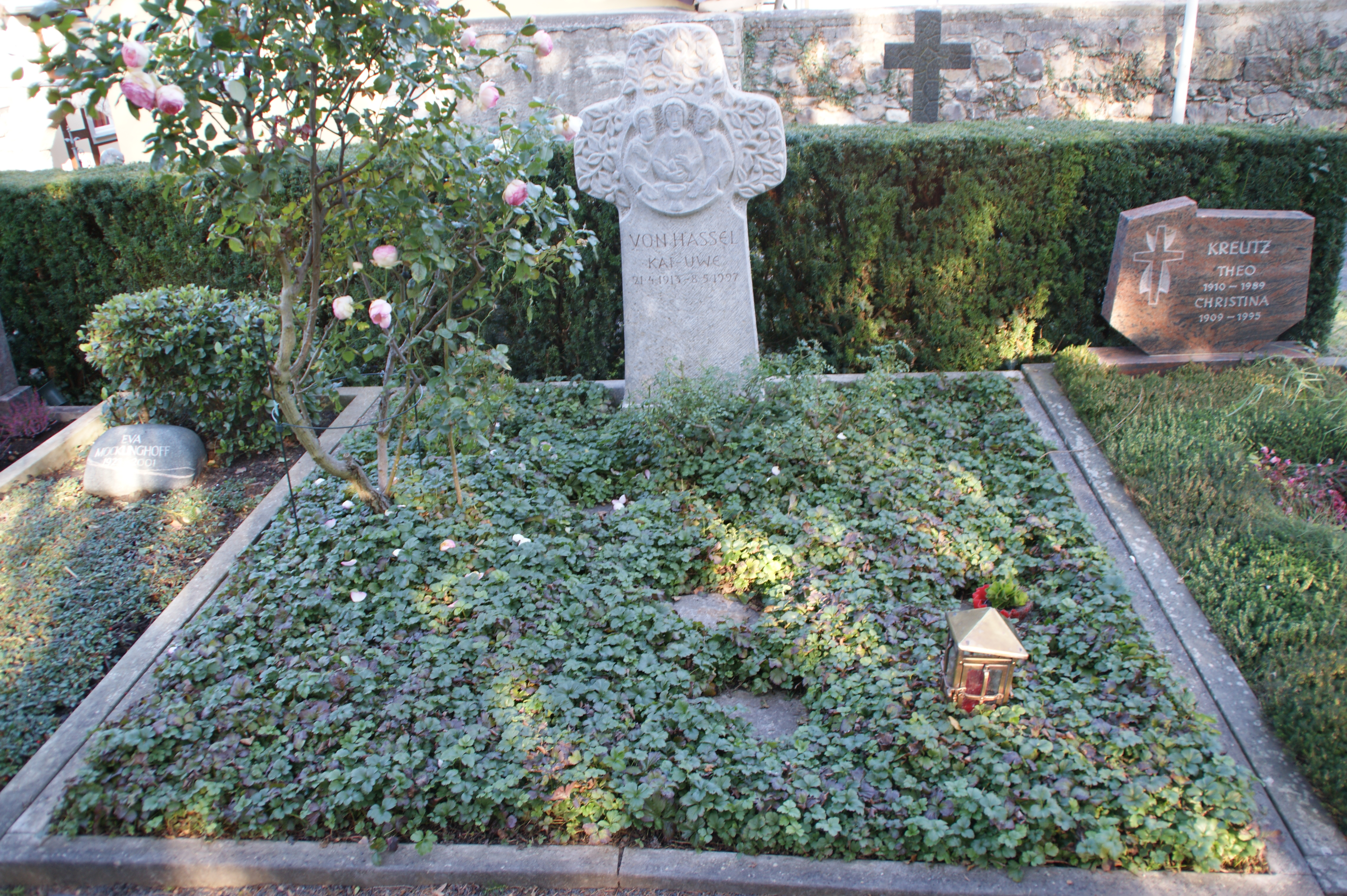
Grób Kaia-Uwe von Hassela

Od 1976 roku rozpoczął działalność w polityce europejskiej zostając wiceprzewodniczącym Europejskiej Partii Ludowej (1976–1981). W 1977 roku Hassel został wiceprzewodniczącym Zgromadzenia Parlamentarnego Rady Europy na roczną kadencję, a od 1977 do 1980 był przewodniczącym zgromadzenia parlamentarnego Unii Zachodnioeuropejskiej. W latach 1979–1984 był deputowanym do Parlamentu Europejskiego I kadencji.
Hassel został odznaczony Wielkim Krzyżem Orderu Zasługi Republiki Federalnej Niemiec i Wielkim Krzyżem Orderu Zasługi Republiki Włoskiej. Papież Jan Paweł II uhonorował go 28 lutego 1997 roku Orderem Świętego Sylwestra.
Był dwukrotnie żonaty. Miał troje dzieci.
8 maja 1997 roku Kai-Uwe von Hassel zmarł na atak serca podczas ceremonii wręczenia Medalu Karola Wielkiego w Akwizgranie ówczesnemu prezydentowi RFN Romanowi Herzogowi. Pochowany na cmentarzu w Muffendorf.